# Alsu Murtazina
Alsu Murtazina (née le 20 décembre 1987) est une athlète russe (tatare), spécialiste du triple saut.
Son meilleur saut est de 14,44 m, obtenu en 2009. Elle a été 6e lors des Championnats d'Europe espoirs 2009 et vice-championne de Russie en 2010. Son entraîneur, Denis Kapustin a été champion d'Europe.